# Hawthorne-effect
Het Hawthorne-effect is het effect van een interventie op een onderzocht persoon dat uitsluitend te wijten is aan het feit dat deze aan een onderzoek meedoet. 
Het effect zou meestal positief zijn. Zo zouden onderzochte werknemers meer gaan produceren of minder klachten rapporteren. Het effect zou ook van toepassing zijn op processen, bijvoorbeeld productieprocessen, waarbij het enkele feit dat er meer aandacht van het management is voor een bepaald proces er al voor zorgt dat het proces beter gaat lopen. Deze uitkomsten hebben het begin ingeleid voor het humanresourcemanagement en human relations.

## Het experiment
De Hawthorne-experimenten (1924-1933) waren onderzoeken van Elton Mayo en Fritz Roethlisberger in de Hawthorne-fabrieken van Western Electric. Mayo onderzocht de mate in welke een verandering van de arbeidsomstandigheden zoals verlichting en verwarming een effect had op de output van arbeiders, meer bepaald op de efficiëntie en de productiviteit van hun werk, zoals snelheid en accuraatheid.
Om de effecten te achterhalen, werd er met twee onderzoeksgroepen gewerkt. Bij de eerste groep werden de arbeidsomstandigheden gemanipuleerd, zoals meer of minder verlichting. Bij een controlegroep van gelijksoortige arbeiders werden de arbeidsomstandigheden niet gemanipuleerd. Van beide groepen werd de opbrengst geregistreerd.
De hypothese of verwachte uitkomst van het onderzoek was dat de opbrengst zou stijgen bij betere arbeidsomstandigheden. In werkelijkheid veranderde de opbrengst echter in beide groepen. Deze schijnbare tegenstrijdigheid noodzaakte tot verder onderzoek.
Na enkele gesprekken met de betrokken arbeiders uit zowel de onderzoeks- als controlegroep bleek dat zij de belangstelling van de onderzoekers en de chefs die intensief bij het onderzoek betrokken werden, sowieso als zeer motiverend en stimulerend ervaarden. Bovendien groeide er een soort groepsgevoel om samen goede prestaties neer te zetten, want ze werden als groep nauwgezet geobserveerd. Het waren de emotionele belevenissen, de wens om gerespecteerd te worden en de wens om samen een hechte groep te vormen die het gedrag hadden beïnvloed.

## Verklaringen
In veel handboeken voor organisatiepsychologie en bedrijfskunde worden de resultaten van onderzoek naar het Hawthorne-effect samengevat als "wat de onderzoekers ook deden, de productie van de werknemers ging omhoog, hetgeen te danken moet zijn aan het feit dat deze werknemers zich speciaal gingen voelen, want een andere verklaring is er niet".
Het louter meedoen aan een nieuwe activiteit in een team zou een soortgelijk positief effect hebben op de resultaten. Door mee te doen aan iets bijzonders voelt het team zich bijzonder en maakt er iets bijzonders van. De positieve resultaten hebben dan weinig te maken met de teambeloning, maar veel meer met het meedoen aan een experiment. Positieve resultaten kunnen daardoor wel slechts een tijdelijk effect zijn.
Bij primaire bronnen worden, ondanks het gemiddeld positieve effect, ook negatieve effecten beschreven. De experimenten duurden van enkele dagen tot twee jaar, waardoor factoren als nieuwigheid en speciaal voelen verminderd zouden moeten zijn. De experimenten bestaan uit verschillende losse onderzoeken, onder andere de bank wiring en relay assembly test room en mica splitting, en verscheidende manipulaties, onder andere de duur van pauzes, de lengte van een werkdag/week, de hoogte van loon, vochtigheid en temperatuur.
In een artikel in Human Factors van oktober 2011 worden de originele gegevens geanalyseerd waaruit zou blijken dat de verschillende experimenten inconsistent waren. Er zou dus tijdens de experimenten bij Hawthorne geen sprake zijn geweest van het Hawthorne-effect.
Ondanks dit veronderstelde gebrek aan ondersteuning blijft het Hawthorne-effect in de literatuur terugkomen. Als er iets van de Hawthorne en vervolgonderzoeken geleerd kan worden, is het dat bij onderzoek naar het functioneren van werknemers er veel storende factoren zijn. Als mogelijke storende factoren bij de onderzoeken zijn genoemd: feedback die het experiment verschaft, veranderingen in doelen, motivatie en overtuigingen, de verwachtingen over het effect van de veranderingen en aandacht.